# MIT OpenCourseWare
MIT OpenCourseWare (MIT OCW) — проєкт Массачусетського технологічного інституту з публікації у відкритому доступі матеріалів всіх курсів інституту. Опубліковані матеріали включають плани курсів, конспекти лекцій, домашні завдання, екзаменаційні питання. Для деяких курсів доступні відеозаписи лекцій. Відмічена рядом премій , ініціатива MIT подала приклад, якому наслідували інші університети.

## Історія

### Передумови створення проєкту
MIT OCW виник з ряду ініціатив, що проводяться радою інституту по освітніх технологіях (MIT Council on Educational Technology).